# Kummakivi

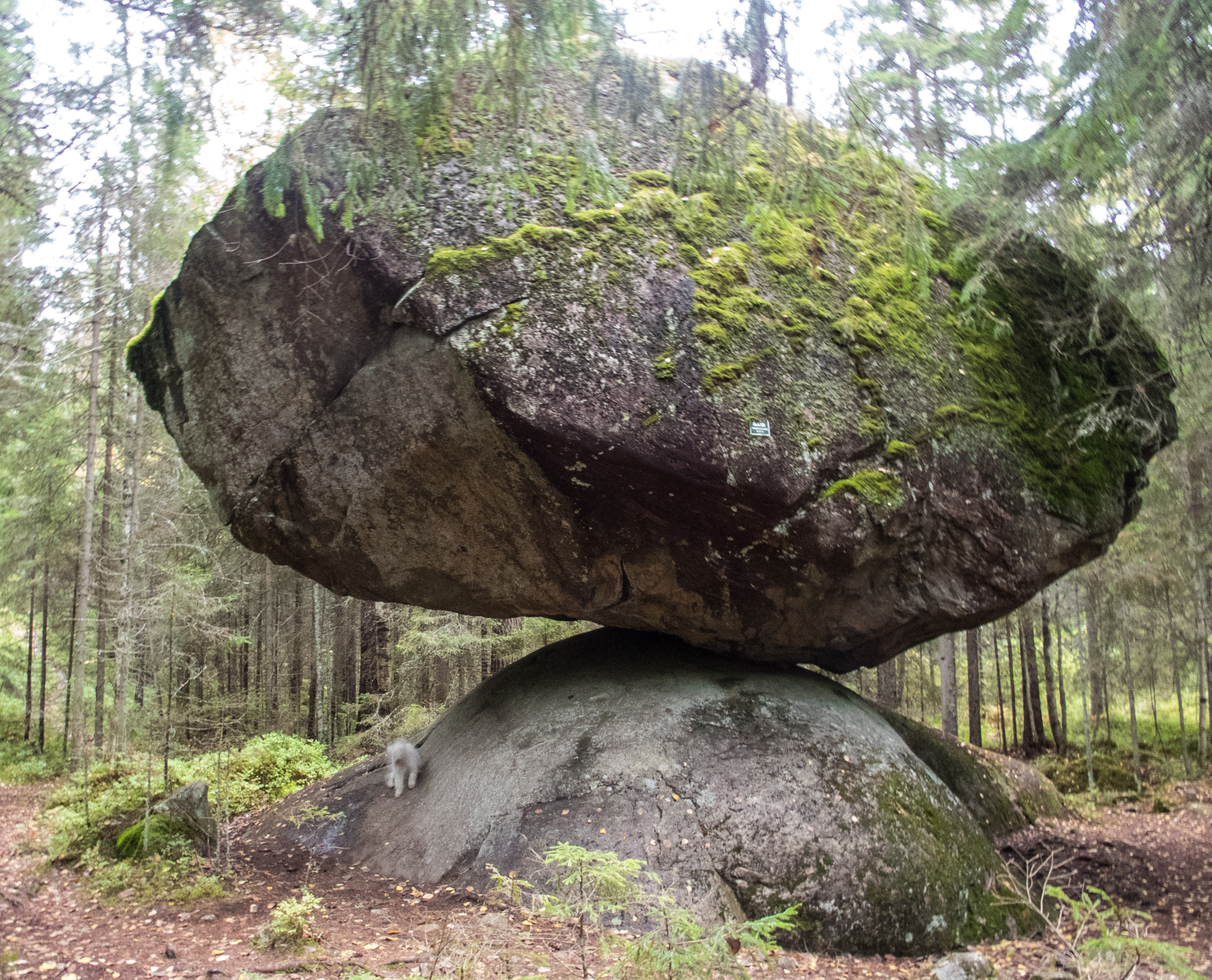
Kummakivi i september 2015.

Kummakivi är ett flyttblock i Ruokolax i sydöstra Finland. Det är skyddat sedan 1962. På flyttblocket växer en minst 30 år[när?] gammal tall.